# Mariana Ávila
Mariana Ávila (Cidade do México, 15 de abril de 1979) é uma atriz mexicana.

## Filmografia

### Televisão
- Educando a Nina (2018) .... Milagros
- Camaleones (2009-2010) .... Carmen Castilho
- Alma de hierro (2008) .... Jéssica
- Querida enemiga (2008) .... Mônica Gaitán
- Contra viento y marea (2005) .... Zarela Balmaceda Sandoval
- Clap... el lugar de tus sueños (2003) .... Florencia
- Carita de ángel (2000) .... Cassandra Gamboa Campos
- Locura de amor (2000) .... Dafne Hurtado
- Rosalinda (1999) .... Carolina Pérez Romero
- Retrato de familia (1995) .... Mónica

### Cinema
- XXL Extragrande (2010).... Yeni
- El garabato (2008).... María Luisa
- Cañitas. Presencia (2007).... Sofía
- Violentos recuerdos (2007).... Marina
- La última noche (2005).... Luzma
- El espejo (2003).... Laura
- La segunda noche (1999).... Susana
- La primera noche (1998).... Mariana